# Contamina
Contamina est une commune d’Espagne, dans la province de Saragosse, communauté autonome d'Aragon comarque de Comunidad de Calatayud.

## Géographie
Contamina se trouve à 112 km de Saragosse et 211 km de Madrid. La municipalité s'étend sur une superficie de 13,62 Km2 intégrée dans la comarque aragonaise de la Comunidad de Calatayud, province de Saragosse. On y accède via la autovía rapide et gratuite A-2 qui longe la limite nord de la localité, puis la N-11a. La ville de Contamina est située à 669 m d'altitude, tout près de la rivière espagnole Jalón, affluent de l'Èbre.

### Communes limitrophes
| Cetina | Alhama de Aragón | Alhama de Aragón |
| Cetina | Contamina        | Alhama de Aragón |
| Cetina | Jaraba           | Ibdes            |

## Démographie
| 2001 | 2002 | 2004 | 2005 | 2006 | 2007 | 2008 | 2009 | 2010 |
| ---- | ---- | ---- | ---- | ---- | ---- | ---- | ---- | ---- |
| 721  | 724  | 707  | 711  | 707  | 693  | 703  | 717  | 697  |

| 2011 | 2012 | 2013 | 2014 | 2015 | 2016 | 2017 | 2018 | 2019 |
| ---- | ---- | ---- | ---- | ---- | ---- | ---- | ---- | ---- |
| 687  | 677  | 672  | 666  | 645  | 615  | 606  | 592  | 593  |

| 2020 | 2021 | 2022 | 2023 | 2024 | - | - | - | - |
| ---- | ---- | ---- | ---- | ---- | - | - | - | - |
| 583  | 578  | 570  | 564  | 552  | - | - | - | - |